# Trapelia geochroa
Trapelia geochroa är en lavart som först beskrevs av Körb., och fick sitt nu gällande namn av Hertel. Trapelia geochroa ingår i släktet Trapelia och familjen Trapeliaceae.   Inga underarter finns listade i Catalogue of Life.